# Kompsognat

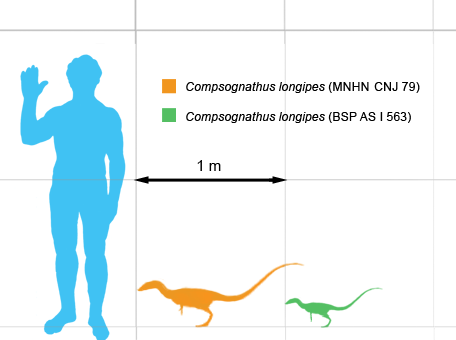
Porównanie rozmiarów człowieka i gatunków kompsognata

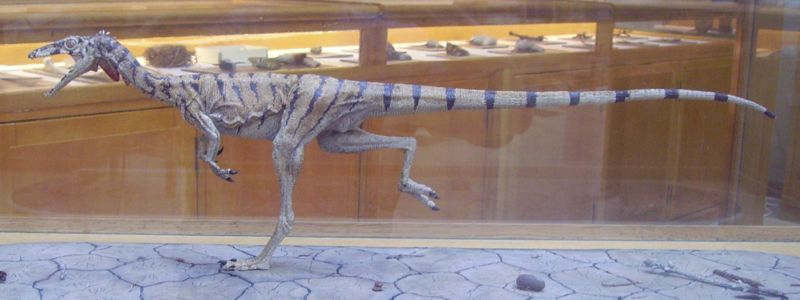
model Compsognathus longipes (Oxford University Museum of Natural History)

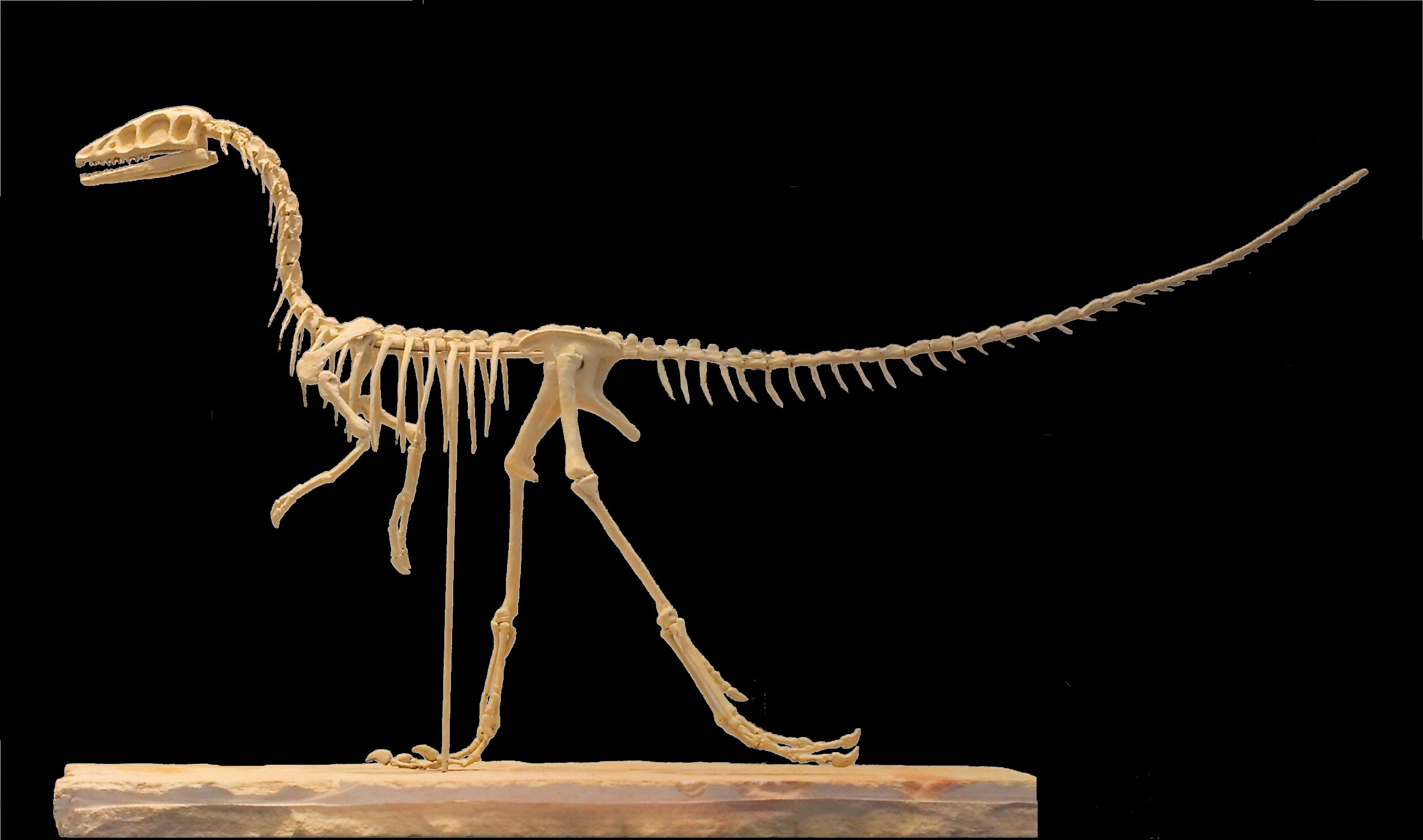
rekonstrukcja szkieletu Compsognathus longipes (Bayerische Staatssammlung für Paläontologie und Geologie, Monachium)

Kompsognat (Compsognathus) – rodzaj niewielkiego teropoda z rodziny kompsognatów (Compsognathidae). Jego nazwa oznacza „delikatna szczęka” (gr. κομψος kompsos „elegancki, wytworny”; γναθος gnathos „żuchwa”).
Cieszy się on powszechną sławą jako dinozaur wielkości kurczaka, choć w rzeczywistości osiągał większe rozmiary, a szkielet berliński, będący wielkości szkieletu kurczaka, należał do młodego osobnika. Mimo to wiele książek popularnonaukowych wciąż opisuje go jako najmniejszego dinozaura. Jest jednym z nielicznych dinozaurów, których dieta jest dokładnie poznana. Do chwili obecnej znaleziono dwa szkielety kompsognata – większy francuski i berliński, należący do osobnika młodego. Zęby kompsognata znaleziono również w Portugalii. Ten niewielki teropod występował w okresie jurajskim, ok. 150 mln lat temu. Obecnie wyróżnia się tylko jeden gatunek należący do tego rodzaju (Compsognathus longipes), chociaż w 1970 okaz francuski uznano za przedstawiciela nowego gatunku – C. corallestris (obecnie uważany za dorosłego osobnika Compsognathus longipes). Do niedawna kompsognat był najbliższym znanym krewnym archeopteryksa.

## Budowa
Kompsognat był jednym z najmniejszych dinozaurów – osiągał około 1 m długości. Przez jedną dekadę był najmniejszym znanym nieptasim dinozaurem, choć ostatnio odkryto jeszcze mniejsze nieptasie dinozaury, takie jak mikroraptor czy epidendrozaur. Szacuje się, że kompsognat osiągał wagę ok. 2–3 kg. Miał krótkie, trójpalczaste kończyny przednie. Z wszystkich trzech palców dłoni jeden był silnie skarłowaciały. Kompsognat miał również długi ogon, umożliwiający utrzymanie równowagi podczas biegu. Czaszka była długa i wąska, ze stosunkowo dużymi oczodołami i małymi, ale ostrymi zębami.

## Historia odkryć
Pierwszy szkielet kompsognata (BSP AS I 563) został znaleziony w 1850 w Bawarii przez Josepha Oberndorfera – lekarza i kolekcjonera skamieniałości. Na podstawie tego mierzącego 89 cm długości szkieletu Wagner opisał w 1859 rodzaj Compsognathus. Okaz niemiecki jest obecnie przechowywany w Bayerische Staatsammlung für Paläontologie und historische Geologie (Bawarskim Instytucie Palentologii i Geologii) w Niemczech. W 1972 znaleziono we Francji drugi szkielet kompsognata, mierzący 125 cm.
Początkowo został on zaklasyfikowany do nowego gatunku nazwanego Compsognathus corallestris, ale obecnie uważa się go za młodszy synonim Compsognathus longipes. Później naukowcy przypisali do rodzaju kompsognat także fragment stopy znaleziony w Solnhofen, ale późniejsze badania obaliły tę teorię. Zinke uznał znalezione przez siebie w Portugalii zęby za należące do rodzaju kompsognat.

## Paleoekologia
Kompsognat występował na terenie Europy, będącej wówczas zbiorem wysp oddzielonych od siebie oceanem Tetydy. W Solnhofen gdzie znaleziono szczątki kompsognata, odnaleziono też szczątki prymitywnego ptaka archeopteryksa oraz pterozaurów: ramforyncha i pterodaktyla.
W tych samych osadach odkryto również szczątki organizmów morskich: ryb, szkarłupni, małży itp.
Ponieważ nie jest znany żaden większy dinozaur z tej okolicy, kompsognat był tam najprawdopodobniej czołowym drapieżnikiem.

## Paleobiologia
Dieta
Ponieważ w jamie brzusznej obu okazów kompsognata znaleziono resztki pożywienia, można dokładniej niż w przypadku innych dinozaurów zrekonstruować jego dietę. W 1881 Marsh wysnuł teorię mówiącą, że w jamie brzusznej berlińskiego okazu kompsognata znajduje się embrion tego samego gatunku, jednak badania przeprowadzone przez Franza Nopcsę obaliły tę teorię. Stwierdził on, że to po prostu jaszczurka. John Ostrom uznał, że należy ona do rodzaju Bavarisaurus. Jej długi ogon oraz proporcje kończyn świadczą, że była dobrym biegaczem. Conrad (w druku) ustanowił jaszczurkę znalezioną w jamie brzusznej niemieckiego okazu kompsognata holotypem nowego gatunku Schoenesmahl dyspepsia.
W jamie brzusznej francuskiego okazu znajdują się tymczasem niezidentyfikowane jaszczurki lub sfenodonty.
Jaja
Obok berlińskiego szkieletu kompsognata znaleziono jajka o średnicy 10 mm. W 1901 Friedrich von Huene uznał je za zgrubienia skóry. Griffiths w 1993 stwierdził, że to niedojrzałe jajka, jednak wielu badaczy podało tę teorię w wątpliwość, ponieważ rzekome jaja znajdują się poza organizmem kompsognata. Dobrze zachowana skamieniałość spokrewnionego z kompsognatem rodzaju Sinosauropteryx pokazuje, że zwierzę to miało dwa jajowody. Domniemane jaja kompsognata są mniej liczne od jaj tego pierwszego, ale proporcjonalnie większe. Jednak mimo wszystko ich przynależność do rodzaju Compsognathus budzi nadal silne wątpliwości.
Pióra i relacje z ptakami
Przez lata kompsognat był uznawany za najbliżej spokrewnionego z ptakami dinozaura. Między nim a archeopteryksem istnieją liczne podobieństwa, między innymi w kształcie, wielkości i proporcji poszczególnych kości oraz ich budowie. Przez lata szkielet archeopteryksa znaleziony bez odcisków piór był zaliczany do rodzaju Compsognathus. Obecnie znane są jednak jeszcze bliżej spokrewnione z ptakami dinozaury, np.: deinonych, segnozaur i owiraptor. W żadnym ze szkieletów kompsognata nie zachowały się odciski piór, dlatego najczęściej jest przedstawiony bez nich. Von Huene twierdził, że znalazł w berlińskim okazie odciski nagich łusek w okolicach brzucha, ale później Ostrom stwierdził, że von Huene się mylił. U spokrewnionych z kompsognatem sinozauropteryksa i sinokaliopteryksa znaleziono odciski prymitywnych piór, więc analogicznie kompsognat mógł także je mieć. Z drugiej strony znaleziono też odciski nagiej łuski u uznanego za kompsognatyda jurawenatora, ale jest to osobnik młodociany, a łuski zachowały się tylko w okolicy końca ogona, co nie wyklucza, że niektóre części jego ciała mogły być pokryte prymitywnymi piórami. W 2007 Butler i Upchurch ponownie przeprowadzili badania skamieniałości jurawenatora. Po ich przeanalizowaniu zanegowali przynależność jurawenatora do Compsognathidae.

## Klasyfikacja
Od nazwy Compsognathus pochodzi nazwa rodziny do której on należy – Compsognathidae.
Jest to grupa niewielkich drapieżników występujących od późnej jury do wczesnej kredy na terenach Europy, Azji i Ameryki Południowej. Przez dłuższy czas znano tylko jednego przedstawiciela tej grupy (kompsognata), ale w ciągu kolejnych lat dołączono od niej więcej dinozaurów. Najczęściej oprócz kompsognata zalicza się do niej następujące rodzaje dinozaurów: Aristosuchus, Huaxiagnathus, Mirischia, Sinosauropteryx, Juravenator oraz Scipionyx. Niegdyś zaliczano od niej również mononyka, ale obecnie nie włącza się go do tej grupy, a podobieństwa między nim a kompsognatydami tłumaczy konwergencją. Klasyfikacja rodziny Compsognathidae wśród celurozaurów jest jednak niepewna. Thomas R. Holtz Jr., Ralph Molnar i Philip J. Currie w publikacji „The Dinosauria” z 2004 uznali ją za najbardziej bazalną rodzinę celurozaurów. Niekiedy Compsognathidae jest umieszczana w grupie zwanej Maniraptora.

## Gatunki
- Compsognathus longipes Wagner, 1859
- Compsognathus corallestris (Bidar, Demay & Thomel, 1972) = Compsognathus longipes